# Endochernyshinella
Endochernyshinella es un género de foraminífero bentónico normalmente considerado un subgénero de Chernyshinella, es decir, Chernyshinella (Endochernyshinella) de la subfamilia Chernyshinellinae, de la familia Tournayellidae, de la superfamilia Tournayelloidea, del suborden Fusulinina y del orden Fusulinida. Su especie tipo es Chernyshinella gelida. Su rango cronoestratigráfico abarca el Viseense (Carbonífero inferior).

## Discusión
Algunas clasificaciones más recientes incluyen Endochernyshinella en la familia Chernyshinellidae, y en el suborden Tournayellina, del orden Tournayellida, de la subclase Fusulinana y de la clase Fusulinata.

## Clasificación
Endochernyshinella incluye a las siguientes especies:
- Endochernyshinella gelida †, también considerado como Chernyshinella (Endochernyshinella) gelida †
  - Endochernyshinella gelida magna †, también considerado como Chernyshinella (Endochernyshinella) gelida magna †
  - Endochernyshinella gelida moderata †, también considerado como Chernyshinella (Endochernyshinella) gelida moderata †
  - Endochernyshinella gelida plicata †, también considerado como Chernyshinella (Endochernyshinella) gelida plicata †
  - Endochernyshinella gelida praegelida †, también considerado como Chernyshinella (Endochernyshinella) gelida praegelida †
  - Endochernyshinella gelida primitiva †, también considerado como Chernyshinella (Endochernyshinella) gelida primitiva †
  - Endochernyshinella gelida timanensis †, también considerado como Chernyshinella (Endochernyshinella) gelida timanensis †
- Endochernyshinella triangula †, también considerado como Chernyshinella (Endochernyshinella) triangula †

Otra especie considerada en Endochernyshinella es:
- Endochernyshinella crassitheca †, también considerado como Chernyshinella (Endochernyshinella) crassitheca †, y aceptada como Eochernyshinella crassitheca †